# Origin (グラフ作成ソフト)
Origin（オリジン）は、米国 OriginLab Corporation社のWindows用グラフ作成・データ解析用ソフト。ただし、Macintoshプラットフォームについては、Parallels Desktop for Mac、 VMWar Fusionなどの仮想化ソフトウェアやBoot Campなどによるデュアルブートを、公式サポートに取り入れている。日本国内の販売元は株式会社ライトストーン。
グラフ作成では、種々の2D/3Dグラフをサポートする。
データ解析には、統計、信号処理、曲線フィット、ピーク解析、画像処理などを含む。Originの曲線フィットは非線形の最小二乗フィット機能を含み、それはLevenberg–Marquardt(LMA)のアルゴリズムに基づいている。
近年のバージョンではバッチ処理のための各種機能が導入され、プログラミングすることなくルーチン的なタスクを一括処理することができるようになった。
それらの機能には、通常の「バッチ処理」の他、カスタム化可能なグラフテンプレート、分析オプションの「テーマ」、データや処理パラメータ変更に伴う自動再計算機能、ワークブック内に一連の操作手順を保存した「分析テンプレート™︎」などの機能を利用することができる。
データインポート機能としてOriginは、ASCII, Excel, NI TDM, DIADem, NetCDF, SPCなどのデータフォーマットをサポートしており、また、ADO(ActiveX Data Objects)を通じたデータベースアクセスのための組み込みクエリー処理機能も含まれている。グラフエクスポート機能としては、JPEG, GIF, EPS, TIFFなどのイメージフォーマットをサポートしている。
OriginにはLabTalkと呼ばれるスクリプト言語や、OriginCとよばれるC言語準拠のプログラミング環境が備わっている。より高機能なバージョンOriginPro

はさらに高度な解析・統計機能を備える。
また、Origin Viewerという無償配布のビューアーソフトウェアがあり、Originのプロジェクトファイル内のデータやグラフなどを閲覧することが可能である。
インターフェイスがやや独特であるが、高機能かつ安定している。日本語の取り扱いにも問題がなく、バージョン9.1より文字ラベル等でUnicodeにも対応するようになり、バージョン 2018 (=9.5)より、内部コードレベルで完全にUnicodeベースのソフトとなった。

## 機能
- データのグラフ化：　
  - 2Dグラフ：折れ線グラフ、散布図、棒グラフ、円グラフ、極座標グラフ、三角グラフ、ヒストグラムや箱ひげ図などの統計グラフ、ベクトル図やパイパー・ダイアグラム（英語サイト）などの特殊グラフ　など。
  - OpenGLに基づく３次元グラフや、等高線グラフの作成
  - 2D・3Dのパラメトリック／ノンパラメトリックな関数プロット
  - 複数レイヤを持つグラフの作成
- データの探索
- データ解析・統計：　FFT/ウェーブレット、スペクトルのピークフィット、各種統計処理、基礎的な画像処理、など
- 非線形曲線フィット
- プレゼンテーションの作成：　MS PowerPointにグラフを送信、MS Wordテンプレートを使った結果レポートの作成
- Excelの操作
- プログラミング：　LabTalk、Origin C、Xファンクション、NAG数値計算ライブラリ、 Python環境、R/Rserveサポート

## ユーザインターフェース

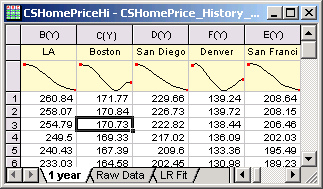
データ列のスパークライン表現を含むOriginワークブックの例。スパークラインを列表示に含めることによりデータを作図することなく一覧性を高めることができる。

Originは、スプレッドシートをフロントエンドとする視覚的ユーザインターフェース(GUI)を基本操作環境としたソフトウェアである。しかしExcelのような通常のスプレッドシートとは異なり、各列に列名や単位などの属性が与えられ、それらを一括して参照することができるように、Originの「ワークシート」はデータ列（内部的にはデータセットと呼ばれるベクトルデータ）を操作単位とするものである。従って計算においては、セルについての式の代わりに、列に対する計算式が利用される。
Originの機能にアクセスする別の方法として、LabTalkと呼ばれるスクリプト言語の利用のほか、LabTalkはOrigin内蔵のC／C++コンパイラ言語(Origin C)を使うことにより機能を拡張することができる。その他、利用可能な言語としては、組込みのPython環境、およびRコンソール（Rserveサポートを含む）がある。
また、 VB.NET, C#, LabVIEWなどで書かれた外部プログラムからCOMサーバーを使ってOriginの機能にアクセスすることも可能である。

## 歴史
Originは当初MicroCal社の微小熱量計の専用ソフトウェアとして開発され、その測定データのグラフ化、非線形の曲線フィットやパラメータ推定などに使われた。
Originはその後、現OriginLab社の前身であるMicrocal Software社より1992年に一般向けソフトウェアパッケージとして発表されることになる。OriginLab社の本社は現在、米国マサチューセッツ州ノースハンプトン市（英語サイト）に所在する。

### リリース履歴
- 2020/4 Origin 2020b (9.75)
- 2019/10 Origin 2020 (9.7)
- 2019/4 Origin 2019b (9.65)
- 2018/10/26 Origin 2019. データ探索のための「データハイライタ―」、Windowsのように「Originスタートメニュー」から検索、データセルの条件フォーマット、バイオリンプロット、統計アドバイザー／イメージオブジェクトカウンター／実験計画法等の新アプリ。
- 2018/4/24 Origin 2018b(内部バージョン 9.5.5) 行列のワークブックへの埋め込み、ワークシート／行列データのプレビュー、分析ツール内の動的グラフプレビュー、マルチコアCPUを使った分散バッチ処置（アプリ）。
- 2017/11/9  Origin 2018(内部バージョン 9.5) セル計算式、Unicode、滝グラフ。
- 2016/11/10 Origin 2017(内部バージョン 9.4) トレリスプロット（英語サイト）、地質ハッチングパターン、Origin CにおけるJavaScriptのサポートなど。
- 2015/10 Origin 2016(内部バージョン 9.3) Originアプリの提供開始。R言語のサポート
- 2014/10 Origin 2015[5] (内部バージョン 9.2) 折りたたみメニュー、グラフのサムネイルプレビュー、プロジェクトサーチ、バブルスケール、ヒートマップ、2D カーネル密度プロット(en)、Python言語など。
- 2013/10 Origin 9.1[6] パイパー・ダイアグラム(en)、 三角座標 3D曲面図(en)など。
- 2012/10 Origin 9  OpenGLベース 3Dグラフィクス、直交距離回帰による陰関数フィット
- 2011/11 Origin 8.6 　64ビット版
- 2010/9 Origin 8.5
- 2009/10 Origin 8.1
- 2007/12 Origin 8 SR1[7]
- 2007/10 Origin 8[8]
- 2003/10 Origin 7.5
- 2002/2 Origin 7.0
- 2000/9 Origin 6.1
- 1999/6 Origin 6.0
- 1997/8 Origin 5.0
- 1995/2 Origin 4.1
- 1993 Origin 2[9]